# Collégiale Saint-Hadelin de Celles
La collégiale Saint-Hadelin de Celles est un édifice religieux catholique sis au cœur du village belge de Celles (commune de Houyet) en province de Namur.

## Historique
Construite au XIe siècle, elle est considérée comme la plus parfaite expression de l'art mosan, sa relative marginalité ayant contribué à lui conserver cette authenticité. Elle est dédiée à saint Hadelin de Celles, un saint local. 

## Description
On peut observer le massif occidental flanqué de deux tourelles d'escalier comme c'est le cas dans la plupart des églises mosanes du début de la période romane. Comme c'est également souvent le cas de l'architecture romane, elle est construite en pierres locales. La décoration extérieure se borne à des pilastres à peine esquissés avec une imposte discrète. 
La nef centrale est éclairée par des baies situées au-dessus des vaisseaux latéraux.

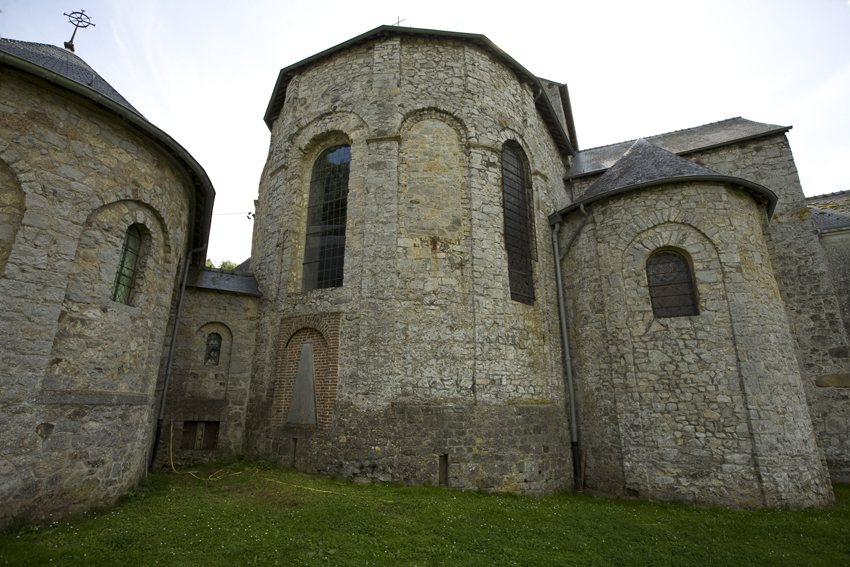
Chevet
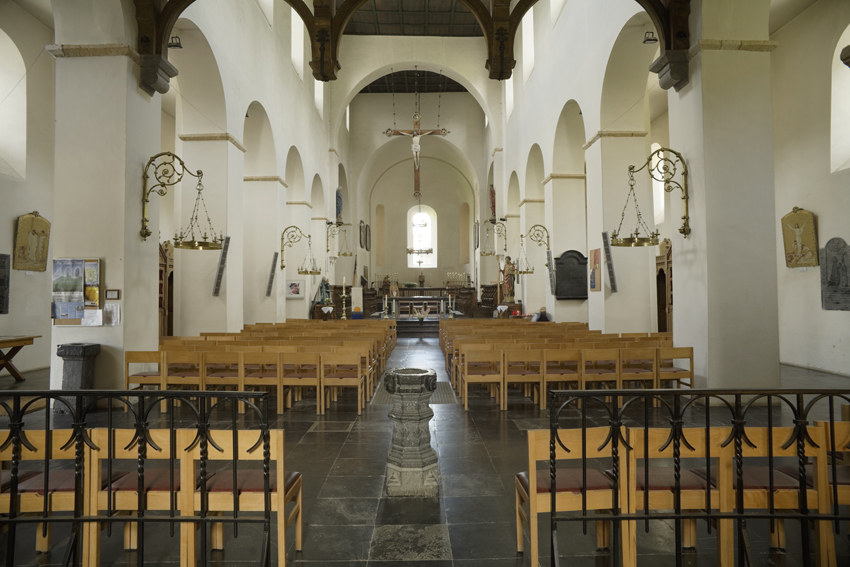
Nef
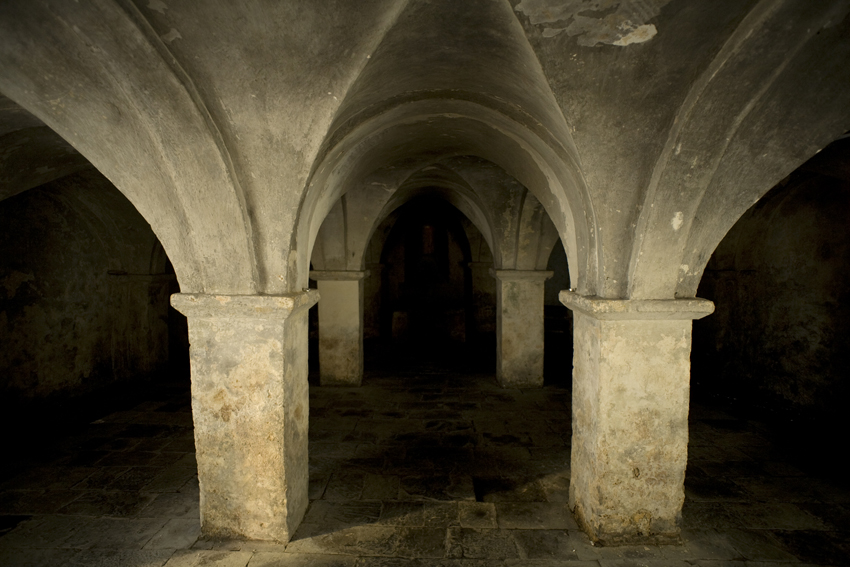
Crypte (XIe siècle).

## Classement
La collégiale est classée au Patrimoine majeur de Wallonie depuis 1947 et au Patrimoine exceptionnel depuis 2009.

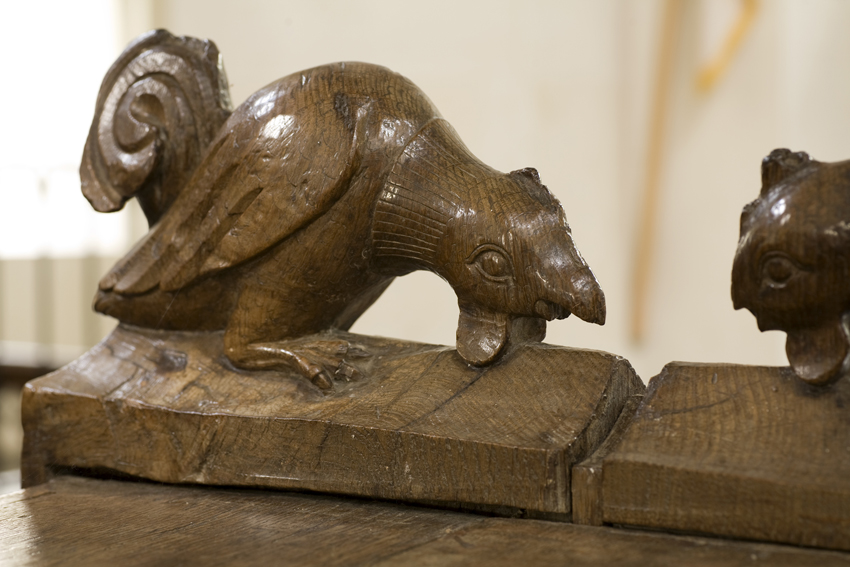
Détail d'une stalle du chœur.
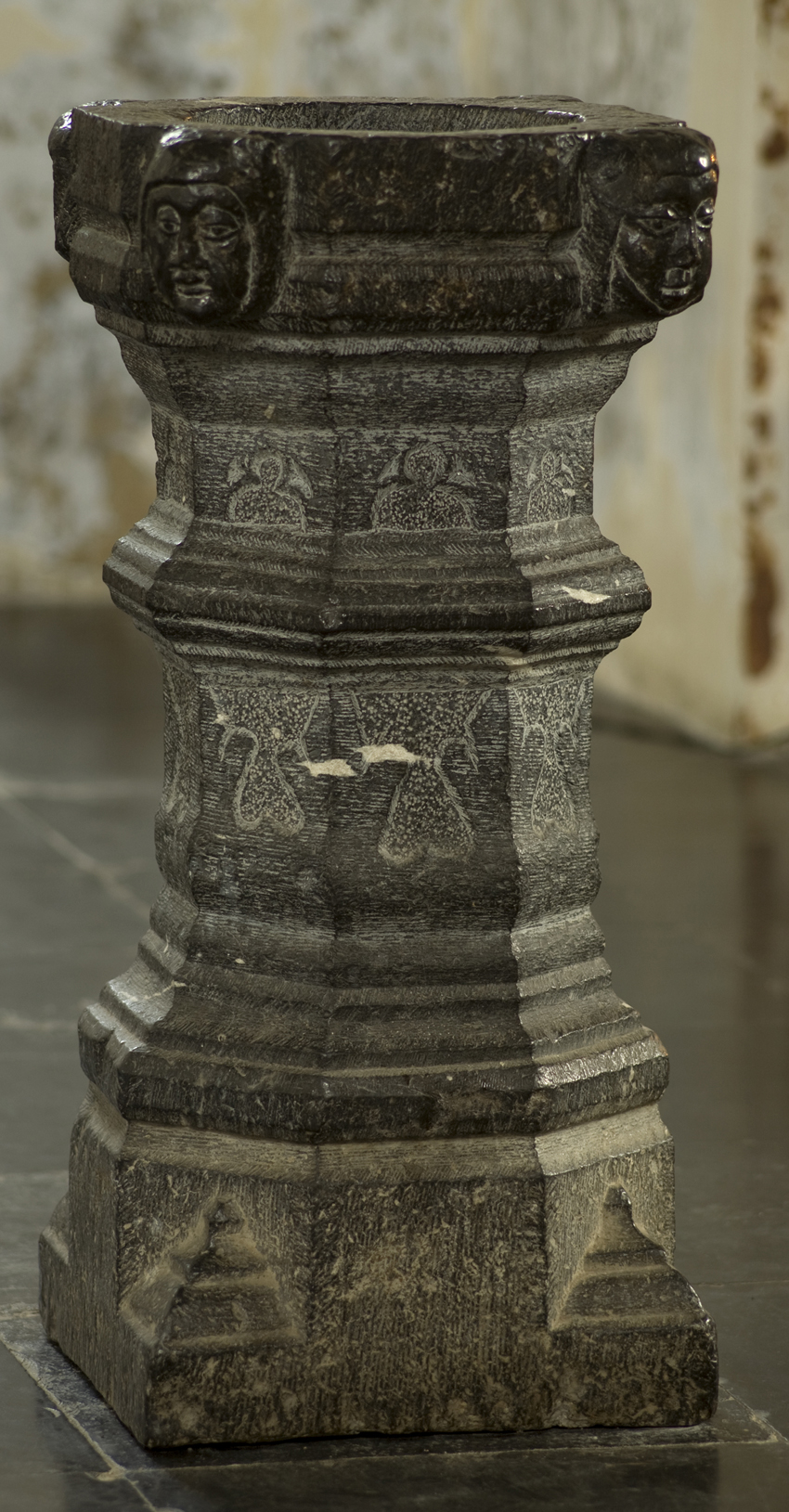
Fonts baptismaux (XIVe siècle).
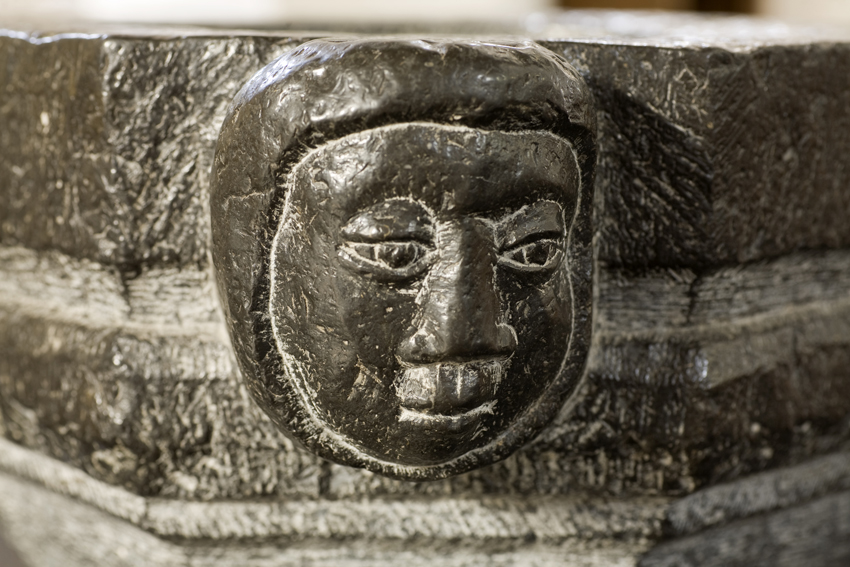
Détail des fonts baptismaux.